# Sedum jurgensenii subsp. jurgensenii
Sedum jurgensenii subsp. jurgensenii es una subespecie de Sedum jurgensenii de la familia de las crasuláceas, comúnmente llamadas, siemprevivas, conchitas o flor de piedra (Crassulaceae), dentro del orden Saxifragales en lo que comúnmente llamamos plantas dicotiledóneas, aunque hoy en día se agrupan dentro de Magnoliopsida. El nombre del género significa “sedentario” o “estar sentado”, esto probablemente por sus hábitos de crecimiento; la especie está dada aparentemente en honor a George Brandt de Louisville, Kentucky, USA, editor de The Southern Florist & Gardener en el siglo XIX.

## Clasificación y descripción
Planta de la familia Crassulaceae. Rizoma horizontal, tallos numerosos delgados, ramas estériles hasta 12 cm de largo, las fértiles hasta 24 cm; hojas alargadas a triangular subuladas, ápice obtuso, base lobada, casi algo cordada, suberectas a extendidas, subopuestas a casi triverticiladas, hasta 9 mm de largo y 2 mm de ancho. Inflorescencia terminal con 34 ramas de 3-5 flores cada una, sépalos triangular alargados, obtusos, de 4-5 mm de largo; pétalos de 5 mm de longitud, blancos, nectarios casi dorados.

## Distribución
Se desconoce, lo más probable es que sea de México.

## Hábitat
No se tienen datos sobre sus afinidades ecológicas.

## Estado de conservación
No se encuentra catalogada bajo algún estatus o categoría de conservación, ya sea nacional o internacional.